# Акташка (приток Степного Зая)
Акташка — река в России, протекает по Татарстану. Устье реки находится в 114 км по левому берегу реки Степной Зай. Длина реки составляет 11 км, площадь водосборного бассейна — 32,1 км².

## Данные водного реестра
По данным государственного водного реестра России относится к Камскому бассейновому округу, водохозяйственный участок реки — Кама от Нижнекамского гидроузла и до устья, без реки Вятка, речной подбассейн реки — бассейны притоков Кама до впадения Белой. Речной бассейн реки — Кама.